# John Bordenave Villepigue
Pour les articles homonymes, voir Bordenave.
John Bordenave Villepigue (2 juillet 1830 - 9 novembre 1862) est un officier de carrière dans l'armée américaine qui a servi sur la frontière de l'Ouest, et est devenu général confédéré lors de la guerre de Sécession. Un de ses descendants sera, plus tard, un récipiendaire de médaille d'honneur lors de la première guerre mondiale, John Cantey Villepigue.

## Avant la guerre
Villepigue naît à Camden, comté de Kershaw, Caroline du Sud, d'origine française ; un des six généraux confédérés généraux qui viennent du comté de Kershaw. Admis à l'académie militaire de Caroline du Sud à l'arsenal le 1er janvier 1846, transféré à La Citadelle, l'université militaire de Caroline du Sud le 1er janvier 1847, en tant que cadet payant et n'étant pas éligible à une bourse pour sa scolarité en tant que cadet, il la quitte pour entrer à l'académie militaire de West Point. Il est diplômé de l'académie militaire américaine, en 1854, avec un brevet de second lieutenant dans le 2nd U.S. Dragoons. Son premier service est sur la frontière du Kansas et du Nebraska et il est impliqué dans l'expédition contre les Sioux de 1855, dans la marche vers le fort Lookout, au Dakota, en 1856, et dans la campagne de l'Utah de 1857-58. Maintenant, un premier lieutenant, Villepigue passe du temps à l'École de cavalerie de Carlisle et est en service dans l'Utah, à l'époque de la sécession, après quoi il démissionne de la commission le 31 mars 1861, pour entrer au service de la Confédération.

## Défense du Fort McRee
Villepigue est d'abord nommé capitaine dans l'artillerie, mais est rapidement promu colonel dans l'armée provisoire et affecté dans le 36th Georgia Infantry Regiment. Sa première action notable est le commandement de la défense de Fort McRee, gardant le port de Pensacola, au cours du bombardement du 22 novembre 1861. À l'époque, son commandant, le général Braxton Bragg, suggère que, avec le nombre et le calibre des canons impliqués, il sera sûrement classer comme le bombardement le plus lourd dans le monde à cette date. Bragg salue la tenue de Villepigue sous le feu, alors même que gravement blessé, et remarque que son exemple a permis aux troupes qu'il commandait - pour la majeure partie des jeunes volontaires de Géorgie et du Mississippi - de combattre avec le courage de vétérans.
Le général Bragg écrit du colonel Villepigue qu'il est, « un soldat instruit, possédant à un degré éminent de l'amour et de la confiance de ses officiers et de ses hommes, il a été spécialement choisi pour ce poste important et périlleux. Le résultat justifie pleinement le choix heureux, et offre à notre admiration, mélangé en parfaite harmonie, le modeste mais héroïque soldat avec l'humble mais confiant chrétien ».

## Défense du Fort Pillow
Villepigue est promu à l'état-major du général Bragg en tant que chef des ingénieurs et de l'artillerie. Il part pour Mobile, en Alabama, et est nommé brigadier général au début de l'année 1862. Le général P. G. T. Beauregard, qui le tient également en grande estime, la place ensuite au commandement du Fort Pillow, Tennessee. Villepigue reconnait les faiblesses de l'emplacement des forts, et fait des efforts pour les réduire, cependant ils sont sous un constant bombardement dans les règles des canonnières de l'Union. Recevant l'ordre de retraiter par le général Beauregard, et de détruire tous les biens du gouvernement, y compris les fusils, les canons et les munitions, ses hommes font sauter les fortifications et se retirent en sécurité. 19 pièces d'artillerie sont laissées derrière.

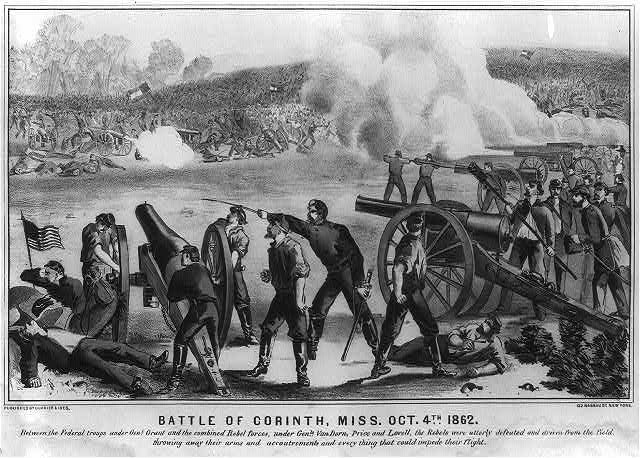
La deuxième bataille de Corinthe

## Commandant de brigade
Villepigue commande une brigade à la deuxième bataille de Corinth,  en octobre 1862, dans la division du major général Mansfield Lovell, sous le commandement global du major général Earl van Dorn. Il se distingue à la fois en réussissant à ouvrir l'attaque et couvrant la retraite finale. La pénibilité de la nature de la campagne le terrasse avec de la fièvre, cependant, et, avec la promesse d'une commission de major général, il est envoyé à Port Hudson, en Louisiane, pour récupérer. Malheureusement, à peine arrivé là, son état se détériore et il meurt d'une pneumonie.
Le brigadier général Villepigue est enterré dans le « vieux cimetière Quaker » dans sa ville natale de Camden, en Caroline du Sud. John Cantey Villepigue est enterré là aussi après sa mort durant la première guerre mondiale. Ce cimetière maintient également la tombe du récipiendaire de la médaille d'honneur de la première guerre mondiale Richmond Hobson Hilton, les tombes des généraux confédérés de la guerre de Sécession Joseph B. Kershaw et John Doby Kennedy, et que le soldat confédéré, héros de la bataille de Fredericksburg, Richard Rowland Kirkland.